# グアイバサウルス
グアイバサウルス（Guaibasaurus）は後期三畳紀に生息していた恐竜の一つ。体長約1.5 m。ブラジルのリオグランデ・ド・スル州で発見された。

## 発見

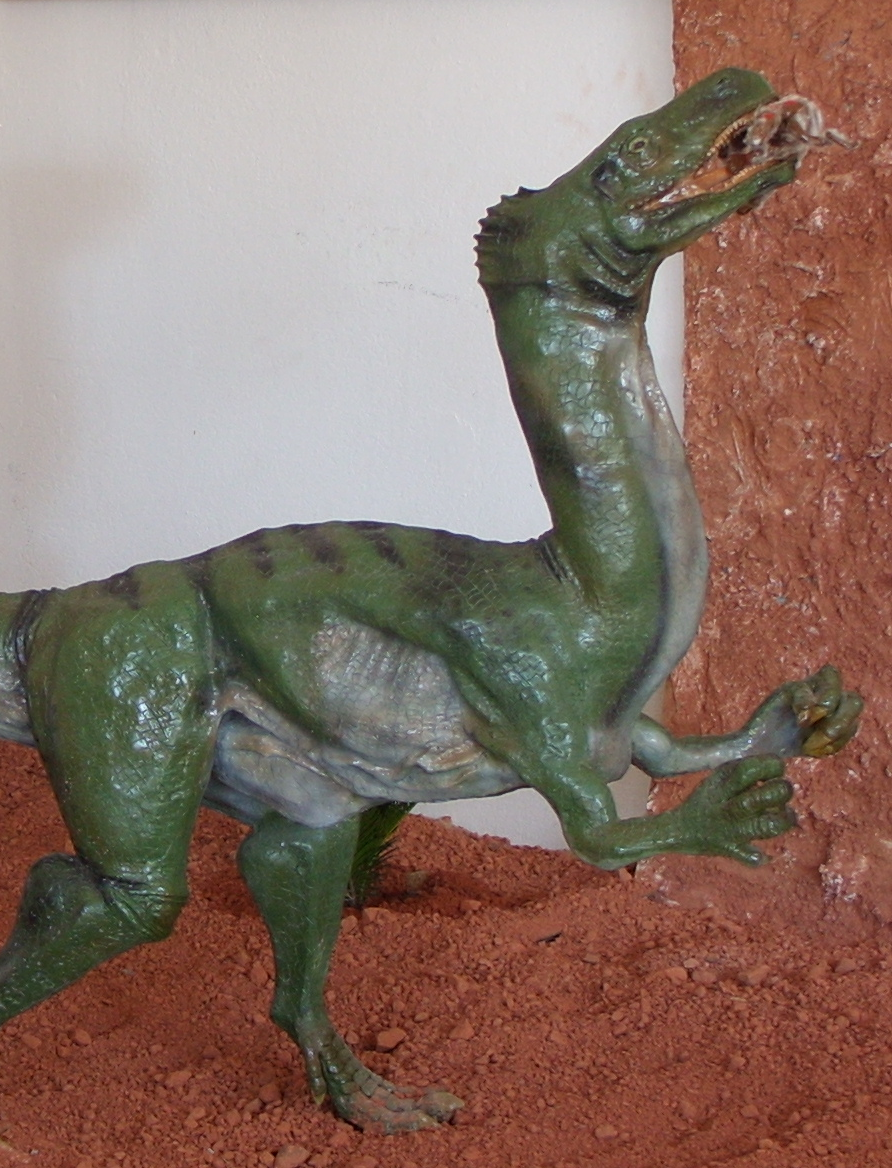
PaleorrotaのMuseum Aristides Carlos Rodriguesに置かれた模型

最初の化石は1999年、José F. Bonaparte・Jorge Ferigolo・Ana Maria Ribeiroによって命名された。属名は、"Prό-Guaíba Project"によってグアイバ川の近くから発掘されたことに由来する。
Paleorrotaジオパークの2箇所の発掘場から、4個体の化石が発見されている。
- "Sesmaria do Pinhal 2" - 基産地。カンデラーリア (リオグランデ・ド・スル州)（英語版）の近くで、種小名もこの町に由来する[2]。
  - MCN PV2355 - タイプ標本。保存状態のよい、部分的な体部骨格。
  - MCN PV2356 - パラタイプ。ほぼ完全な後肢。
- "Linha São Luiz" locality near the town of Faxinal do Soturno
  - UFRGS PV0725T - 前肢が1本ないが、ほぼ完全な体部骨格。
  - MCN PV 10112 - クリーニングは行われていないが、手の一部を含む標本。

全標本はCaturrita層 (Rosário do Sul Group, パラナ堆積盆) の下部、またはSanta Maria 2 Sequenceの最上部から発見されており、これらの層は三畳紀後期のノリアン階前期 (216.5-212百万年前) のものと推定されている。
UFRGS PV0725Tは、後肢を体の下に抱き込み、前肢を横に曲げた姿勢で保存されている。頸部は失われているが、基部の脊椎骨の角度からすると、頭部は体の左側に曲げられていたものと考えられる。この姿勢は休息時の鳥類に似ており、恐竜化石では、進歩的なマニラプトル形類のみから知られているものである。この姿勢は体温を保つためのものであると考えられる。

## 系統
1999年の記載時点で、本種は獣脚類の基底あたりに位置付けられ、単独でグアイバサウルス科とされていた。Bonaparte et.al.(2007)によると、別のブラジル産恐竜サトゥルナリアは本種に似ており、本種とともにグアイバサウルス科として竜盤類の基底に位置づけられる。
Bonaparteは、この科は獣脚類に近縁であるとする見解を示しているが、現在では基底的な竜脚形類とする研究が多い。
系統解析では、グアイバサウルス自体は基底的な獣脚類であるとする研究もある。